# XLR

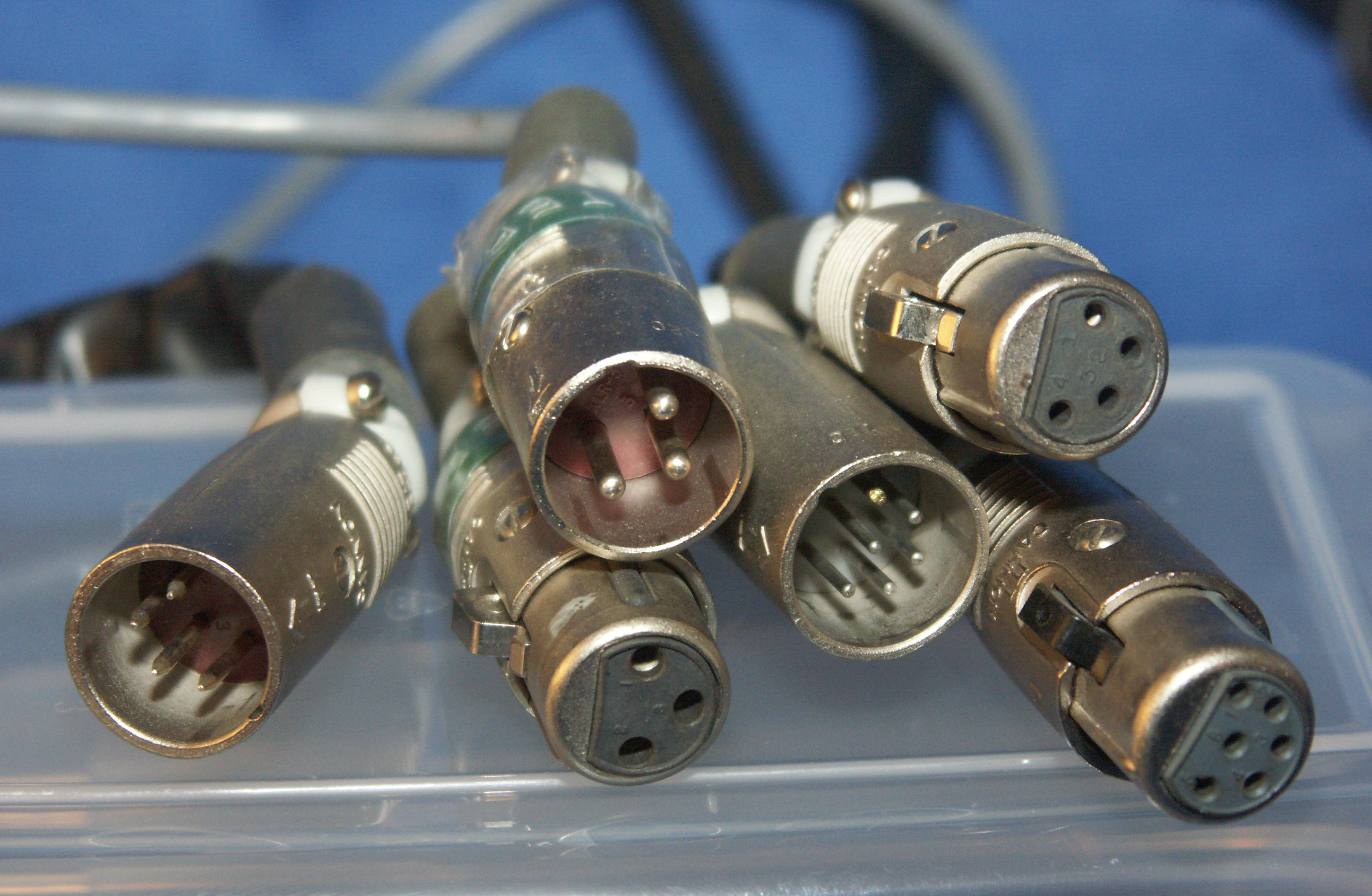
Allerlei verschillende XLR pluggen

nummering van de pinnen

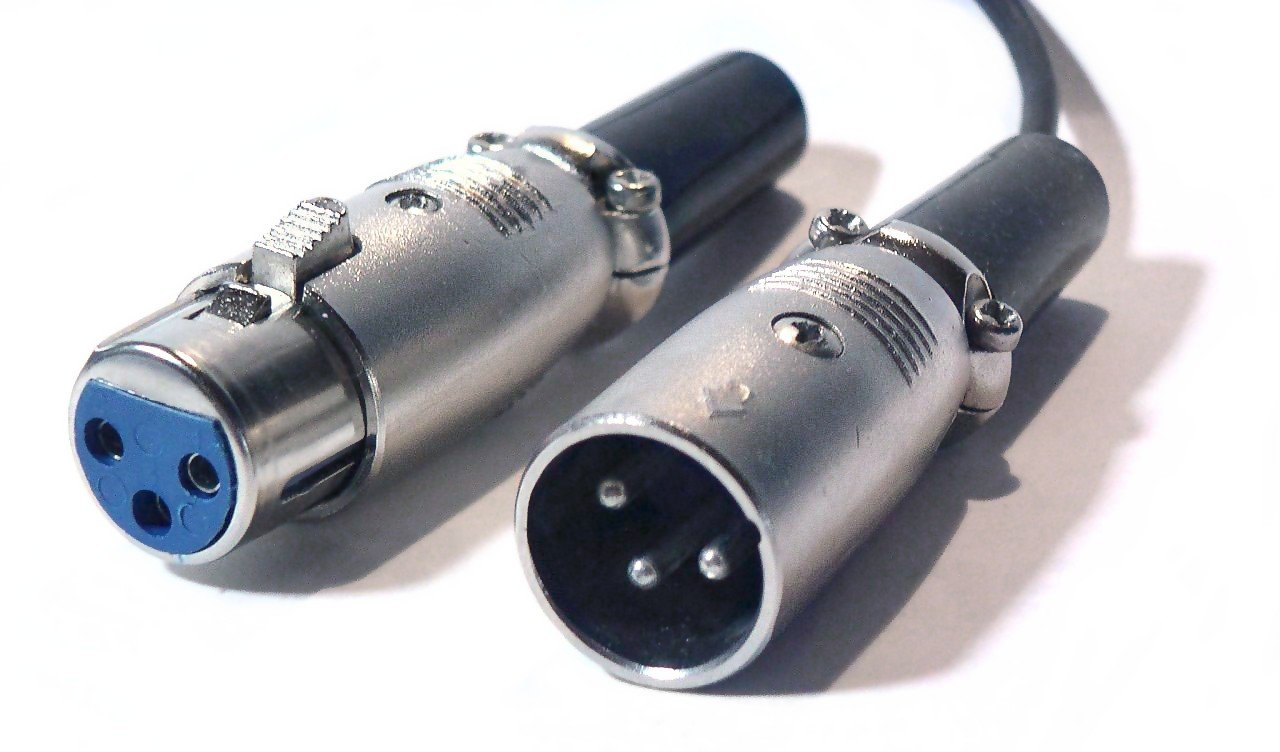
XLR-connectors

Een XLR-connector is een elektrische connector uit de professionele geluidstechniek, videotechniek en theaterbelichting. De XLR-connector werd in 1958 voor het eerst door Cannon (later als ITT Cannon onderdeel van de ITT Corporation) uitgebracht en wordt daarom ook wel de Cannon-plug genoemd.

## Generaties
Er waren twee voorlopers, als eerste de X-serie, daarna de XL (X series with Latch) en uiteindelijk de XLR. De R staat voor Resilient polychloroprene waar de contacten in vast zitten.
Tegenwoordig zijn Neutrik en Switchcraft de belangrijkste fabrikanten van XLR-connectoren zoals die in de professionele wereld gebruikt worden. De nieuwste versies van beide merken hebben het grote voordeel dat er geen schroefjes meer gebruikt worden. Door de tule aan te draaien zit alles meteen goed vast.
Neutrik heeft later een vernieuwde versie uitgebracht waarbij het lastig is om na het vastzetten de tule weer los te krijgen.
Switchcraft heeft als voordeel dat de pluggen een compleet metalen behuizing hebben waardoor ze robuuster zijn.
Doorgaans heeft een XLR-connector drie pinnen of bussen; zij worden bij een gebalanceerd signaal op de volgende manier aangesloten:
- aarde of chassis op pin 1
- + op 2 (hot)
- - op 3 (cold)

Om de volgorde te onthouden is een ezelsbrug bedacht: Xternal, Live, Return, pin 1 2 3

## Varianten
XLR-connectoren komen voor in verschillende versies, met twee tot zeven pinnen; in de geluidstechniek wordt de versie met drie pinnen het meest gebruikt. De variant met vier pinnen wordt onder andere bij intercomsystemen en color scrollers en voor koptelefoon aansluitingen gebruikt; de XLR-connector met vijf pinnen is de standaard voor het DMX512 protocol, hoewel daar ook in toenemende mate de 'conventionele' XLR-plug met drie pinnen wordt toegepast. De nauwelijks gebruikte pin 4 en 5 vervallen daarbij.
Ook zijn er mini-xlr connectoren die worden gebruikt bij ENG en draadloze microfoon zenders.

## Amerikaanse standaard
In de Verenigde Staten wisselde men vroeger pin 2 en 3 om. Hierdoor werd de polariteit van het signaal omgekeerd. Sinds een aantal jaren zijn ook de Verenigde Staten het 2+ / 3- systeem gaan gebruiken. Bij nieuwe apparatuur levert dit dus geen problemen meer op, maar vooral bij oudere Amerikaanse apparatuur kan dit wel het geval zijn.

## Andere toepassingen
Hoewel deze (typen) connectoren vooral in de geluids- en theatertechniek – en aanverwante techniekgebieden – worden gebruikt of daar hun eerste populariteit hebben verworven, zijn ontwerpers, producenten en fabrikanten vanwege de robuuste eigenschappen van deze connectoren, zich ook voor andere toepassingen ervan gaan bedienen. Zo zijn de oplaadadapters van vele (merken) scootmobiels – aan de laagspanningszijde – voorzien van XLR-connectoren; op de scootmobiel is dan een female chassis-uitvoering van de XLR-connector gemonteerd en de bijbehorende laadadapter biedt dan vanzelfsprekend een kabel met aan het uiteinde een male XLR-connector.